# 퍼스트그룹

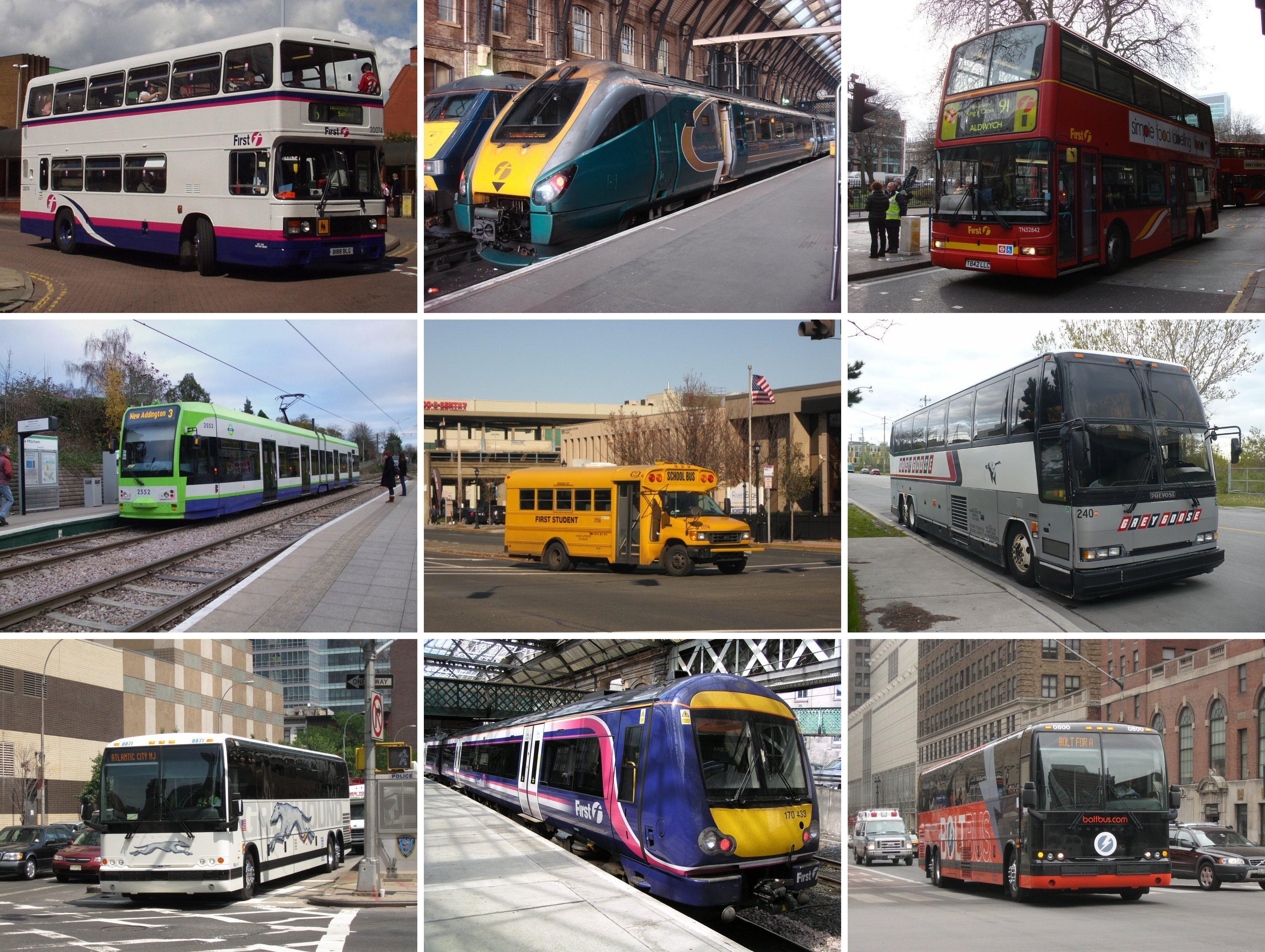
퍼스트그룹

퍼스트그룹(FirstGroup)은 스코틀랜드 애버딘에 본사를 두고, 영국 · 아일랜드 · 독일 · 덴마크 · 스웨덴 · 캐나다 및 미국에서 영업하고 있는, 주로 대중 교통을 운영하는 회사이다. 런던 증권 거래소에 상장되어 있으며, FTSE 100 지수에 나열되어있다.